# مارسل ندانگ
مارسل ندانگ (انگلیسی: Marcel Ndjeng؛ زادهٔ ۶ مهٔ ۱۹۸۲) بازیکن فوتبال اهل آلمان است.
از باشگاه‌هایی که در آن بازی کرده‌است می‌توان به باشگاه فوتبال پادربورن، باشگاه فوتبال آگسبورگ، باشگاه فوتبال کلن، باشگاه فوتبال هامبورگ، باشگاه فوتبال آرمینیا بیله‌فلد، باشگاه فوتبال فورتونا دوسلدورف، باشگاه فوتبال هرتابرلین، و باشگاه فوتبال بروسیا مونشن‌گلادباخ اشاره کرد.
وی همچنین در تیم ملی فوتبال کامرون بازی کرده‌است.